# Грен, Гуннар
Ю́хан Гу́ннар Грен (швед. Johan Gunnar Gren; 31 октября 1920, Гётеборг — 10 ноября 1991, Гётеборг) — шведский футболист. Играл на позициях правого инсайда, атакующего полузащитника, оттянутого нападающего. Был частью легендарного трио «Гре-Но-Ли» (Гуннар Грен, Гуннар Нордаль, Нильс Лидхольм), составлявшего атакующую линию «Милана» в 1949—1953 и сборной Швеции в конце 1940-х гг.

## Международная карьера
Дебютировал в национальной сборной 29 августа 1940 года в товарищеском матче против команды Финляндии. Участвовал в XIV летних Олимпийских играх в Лондоне в 1948 году. Провёл на них 4 игры и забил 3 мяча, причём в финальном матче против Югославии сделал дубль. Сборная Швеции завоевала золотые медали, партнёр Грена по атаке Нордаль стал лучшим бомбардиром турнира. В 1949—1957 годах не играл в сборной, поскольку до ЧМ-1958 легионерам запрещалось выступать за сборную Швеции. В 1957 году, после перехода в «Эргрюте», вернулся в сборную, сыграв 5 мая в товарищеском матче против команды Австрии. В 37-летнем возрасте участвовал в чемпионате мира 1958, где провёл 5 матчей и забил 1 гол (в полуфинальной игре против ФРГ). 26 октября 1958 сыграл свой последний матч за сборную, в котором сделал дубль в ворота датчан. Всего за сборную Швеции провёл 57 матчей и забил 32 гола, что является четвёртым результатом в истории.

## Тренерская карьера
В 1961 году работал в тренерском штабе «Ювентуса». В 1963—1964 работал тренером «ГАИС», в составе которого в 1964 вышел на поле как футболист, пытаясь спасти команду от выбывания из Аллсвенскан. Впоследствии работал тренером клуба «Оддевольд». Тренерскую карьеру завершил в 1979 году.

## Статистика выступлений
| Горда            | 1936-37          | 1   | 0  |
| Горда            | 1937-38          | 22  | 4  |
| Горда            | 1938-39          | 22  | 8  |
| Горда            | 1939-40          | 9   | 4  |
| Гётеборг         | 1940-41          | 26  | 10 |
| Гётеборг         | 1941-42          | 22  | 9  |
| Гётеборг         | 1942-43          | 21  | 11 |
| Гётеборг         | 1943-44          | 16  | 8  |
| Гётеборг         | 1944-45          | 19  | 14 |
| Гётеборг         | 1945-46          | 20  | 18 |
| Гётеборг         | 1946-47          | 22  | 8  |
| Гётеборг         | 1947-48          | 21  | 1  |
| Милан            | 1949-50          | 37  | 18 |
| Милан            | 1950-51          | 36  | 9  |
| Милан            | 1951-52          | 31  | 7  |
| Милан            | 1952-53          | 29  | 4  |
| Фиорентина       | 1953-54          | 33  | 2  |
| Фиорентина       | 1954-55          | 23  | 2  |
| Дженоа           | 1955-56          | 32  | 23 |
| Эргрюте          | 1956-57          | ?   | ?  |
| Эргрюте          | 1957-58          | ?   | ?  |
| Эргрюте          | 1958-59          | ?   | ?  |
| Всего за Милан   | Всего за Милан   | 133 | 38 |
| Всего за карьеру | Всего за карьеру | ?   | ?  |

## Достижения
- Победитель Олимпийских игр 1948
- Второй призёр Чемпионата мира 1958
- Чемпион Швеции 1941/42
- Лучший бомбардир Аллсвенскан 1946/47
- Чемпион Италии 1950/51
- Обладатель Латинского кубка 1951
- Лучший шведский футболист года 1946 (первый лауреат)